# Lutecija
Lutecija (Lutetia ili Lutetia Parisiorum na latinskom, Lukotekia na galskom, Lutèce na francuskom) je bio grad u pred-rimskoj i rimskoj Galiji. Galorimski grad je poznat kao preteča merovinškog grada od koga potiče današnji Pariz. Lutecija i Pariz imaju vrlo malo toga zajedničkog osim položaja na rijeci Seini gdje je otok Île de la Cité stvorio prikladan prijelaz.

## Vanjske poveznice
- "Paris, a Roman city"
- Arènes de Lutèce - Paris Parks & Gardens